# Vranov (Brno-vidéki járás)
Vranov település Csehországban, a Brno-vidéki járásban. Vranov Šebrov-Kateřina, Svinošice, Brno, Blansko, Olomučany, Lelekovice és Adamov településekkel határos. Lakosainak száma 904 fő (2024. január 1.).

## Népesség
A település lakosságának változását az alábbi diagram mutatja:
| Lakosok száma | 544  | 529  | 575  | 676  | 634  | 595  | 767  | 819  | 841  | 904  |
|               | 1869 | 1890 | 1921 | 1950 | 1980 | 2001 | 2017 | 2019 | 2022 | 2024 |